# Doxocopa paulistana
Doxocopa paulistana är en fjärilsart som beskrevs av Hans Fruhstorfer 1916. Doxocopa paulistana ingår i släktet Doxocopa och familjen praktfjärilar. Inga underarter finns listade i Catalogue of Life.